# Viator de Lyon
Viator (Lyon – Wadi al-Natrun, 21 de octubre de 390) fue un clérigo galorromano, secretario de Justo, obispo de Lyon. Su memoria litúrgica se celebra el 21 de octubre.
Acompañó a Justo cuando este abandonó su diócesis, poco después del Concilio de Aquilea (381). Ambos se retiraron al desierto egipcio, donde vivieron como eremitas el resto de su vida.
Una asociación religiosa dedicada a la enseñanza fundada por el sacerdote francés Luis Querbes lleva su nombre: Clérigos de San Viator. Su cuerpo reposa en la Iglesia de San Justo, en Lyon.